# Campoplex atridens
Campoplex atridens là một loài tò vò trong họ Ichneumonidae.